# Diechomma
Diechomma Millidge, 1991 è un genere di ragni appartenente alla famiglia Linyphiidae.

## Distribuzione
Le due specie oggi attribuite a questo genere sono endemismi di due diverse località della Colombia: la D. exiguum nei pressi di Paramo de Monserrate, nel Cundinamarca; e la D. pretiosum presso Laguna Negra, nel Paramo de Chisaca, sempre nel Cundinamarca

## Tassonomia
Considerato un sinonimo anteriore di Microctema Millidge, 1991, a seguito di uno studio sulla specie tipo Microctema exiguum Millidge, 1991, effettuato dall'aracnologo Miller nel 2007.
A dicembre 2011, si compone di due specie:
- Diechomma exiguum (Millidge, 1991) — Colombia
- Diechomma pretiosum Millidge, 1991[4] — Colombia